# Archidiakonat moslavački
Archidiakonat moslavački − jeden z 3 archidiakonatów archidiecezji lublańskiej, składający się z 2 dekanatów, w skład których wchodzi łącznie 16 parafie. 
W skład archidiakonatu wchodzą następujące dekanaty: 
- dekanat ivaničgradski
- dekanat kutinski